# キルンド
キルンド（Kirundo）は、ブルンジ・ブタニェレラ県の都市。キルンド郡（コミューン）の行政中心地。ブルンジ北部、国道14号線沿いに位置する。人口は6,891人（2012年）。
町の北にはルウィインダ湖が広がる。対岸にはキルンド空港があり、陸路でアクセスできる。
1982年から2025年まで存在したキルンド県の県都であった。